# Pteris morrenhouttiana
Pteris morrenhouttiana là một loài dương xỉ trong họ Pteridaceae. Loài này được J.Agardh mô tả khoa học đầu tiên năm 1839.
Danh pháp khoa học của loài này chưa được làm sáng tỏ. 